# Маркиз Вустер
Маркиз Вустер (англ. Marquesses of Worcester) — титул в системе пэрства Англии, созданный 2 марта 1643 года для Генри Сомерсета, 5-го графа Вустера. В настоящее время он входит в состав титулатуры герцогов Бофортов, а также используется в качестве титула учтивости для старшего сына и наследника герцога.

## История
Титул маркиза Вустера был создан королём Англии Карлом I 2 марта 1643 года для Генри Сомерсета (1576/1577 — 18 декабря 1646), 5-го графа Вустера, происходившего из аристократического рода Сомерсетов. Внук 1-го маркиза, Генри Сомерсет(ок. 1629 — 21 января 1700), 3-й маркиз Вустер, в 1682 году получил титул герцога Бофорта. После этого титул маркиза Вустера вошёл в состав титулатуры герцогов Бофорт.
Некоторое время титул маркиза Вустера использовался наследниками герцогов Бофорт в качестве титула учтивости. В частности, его с 1682 года носил старший сын и наследник 1-го герцога Бофорта Чарльз Сомерсет (декабрь 1660 — 13 июля 1698), а также сын Чарльза Генри Сомерсет (2 апреля 1684 — 24 мая 1714), 2-й герцог Бофорт.
В настоящий момент носителем титула является Генри Джон Фицрой Сомерсет (род. 22 мая 1952), 12-й герцог Бофорт, 14-й маркиз Вустер и 18-й граф Вустер, а его старший сын и наследник Роберт Фицрой Сомерсет (род. 20 января 1989) носит титул маркиза Вустера в качестве титула учтивости.

## Маркизы Вустер
- 1643—1646: Генри Сомерсет (1576/1577 — 18 декабря 1646), 5-й граф Вустер и 7-й барон Герберт с 1628, 1-й маркиз Вустер с 1643, сын предыдущего[1].
- 1646—1667: Эдуард Сомерсет (ок. 9 марта 1603 — 3 апреля 1667), 2-й маркиз Вустер, 6-й граф Вустер и 8-й барон Герберт с 1646 сын предыдущего[6].
- 1667—1700: Генри Сомерсет (ок. 1629 — 21 января 1700), 3-й маркиз Вустер, 7-й граф Вустер и 9-й барон Герберт с 1667, 1-й герцог Бофорт с 1682, сын предыдущего[7].
  - 1682—1698 (титул учтивости): Чарльз Сомерсет (декабрь 1660 — 13 июля 1698), лорд Герберт в 1660—1682, маркиз Вустер с 1682, сын предыдущего[3].
- 1700—1714: Генри Сомерсет (2 апреля 1684 — 24 мая 1714), 2-й герцог Бофорт, 4-й маркиз Вустер, 8-й граф Вустер и 10-й барон Герберт с 1700, сын Чарльза Сомерсета, маркиза Вустера[8].
- 1714—1745: Генри Сомерсет (Скудамор) (26 марта 1707 — 24 февраля 1745), 3-й герцог Бофорт, 5-й маркиз Вустер, 9-й граф Вустер и 11-й барон Герберт с 1714, сын предыдущего[9].
- 1745—1756: Чарльз Ноуэл Сомерсет (12 сентября 1709 — 28 октября 1756), 4-й герцог Бофорт, 6-й маркиз Вустер, 10-й граф Вустер и 12-й барон Герберт с 1745, брат предыдущего[10].
- 1756—1803: Генри Сомерсет (16 октября 1744 — 11 октября 1803), 5-й герцог Бофорт, 7-й маркиз Вустер, 11-й граф Вустер и 13-й барон Герберт с 1756, 5-й барон Ботетур с 1803, сын предыдущего[11].
- 1803—1835: Генри Чарльз Сомерсет (22 декабря 1766 — 23 ноября 1835), 6-й герцог Бофорт, 8-й маркиз Вустер, 12-й граф Вустер, 14-й барон Герберт и 6-й барон Ботетур с 1803, сын предыдущего[12].
- 1835—1853: Генри Сомерсет (5 февраля 1792 — 17 ноября 1853), 7-й герцог Бофорт, 9-й маркиз Вустер, 13-й граф Вустер, 15-й барон Герберт и 7-й барон Ботетур с 1835, сын предыдущего[13].
- 1853—1899: Генри Чарльз Фицрой Сомерсет (1 февраля 1824 — 30 апреля 1899), 8-й герцог Бофорт, 10-й маркиз Вустер, 14-й граф Вустер, 16-й барон Герберт и 8-й барон Ботетур с 1853, сын предыдущего[14].
- 1899—1924: Генри Адельберт Веллингтон Фицрой Сомерсет (19 мая 1847 — 24 ноября 1924), 9-й герцог Бофорт, 11-й маркиз Вустер, 15-й граф Вустер, 17-й барон Герберт и 9-й барон Ботетур с 1899, сын предыдущего[15].
- 1924—1984 Генри Хью Артур Фицрой Сомерсет (4 апреля 1900 — 5 февраля 1984), 10-й герцог Бофорт, 12-й маркиз Вустер, 16-й граф В:устер, 18-й барон Герберт и 10-й барон Ботетур с 1924, сын предыдущего[16].
- 1984—2017: Дэвид Роберт Сомерсет (23 февраля 1928 — 16 августа 2017), 11-й герцог Бофорт, 13-й маркиз Вустер и 17-й граф Вустер с 1984, правнук Генри Сомерсета, 2-го сына 8-го герцога Бофорта[17].
- с 2017: Генри Джон Фицрой Сомерсет (род. 22 мая 1952), 12-й герцог Бофорт, 14-й маркиз Вустер и 18-й граф Вустер с 2017, сын предыдущего[4].
  - с 2017 (титул учтивости): Роберт Фицрой Сомерсет (род. 20 января 1989), граф Гламорган[5] в 1989—2017, маркиз Вустер с 2017.